# Xistrella cliva
Xistrella cliva är en insektsart som beskrevs av Zheng, Z. och Liang 1991. Xistrella cliva ingår i släktet Xistrella och familjen torngräshoppor. Inga underarter finns listade i Catalogue of Life.